# 多方过程
多方过程是热力学过程的一种，服从以下关系式：
{\displaystyle \ PV^{n}=C},
其中P是压强，V是体积，n是任意一个实数（多方指数），C是一个常数。这个方程可以用来准确地描述一定的热力学系统的特征，主要是气体的膨胀或压缩。
- 如果n < 0，则发生了爆炸。
- 如果n = 0，则PV 0 = P = 常数，过程是一个等压过程。
- 如果n = 1，则PV = NkT = 常数，它是一个等温过程。
- 如果n < {\displaystyle \gamma }，则它是一个准绝热过程，如内燃机中的爆炸过程和蒸气压缩制冷中的压缩过程。
- 如果n = {\displaystyle \gamma } = Cp/CV，则它是一个绝热过程。

注意到{\displaystyle 1\leq \gamma \leq 2}，这是因为{\displaystyle \gamma ={\frac {C_{p}}{C_{V}}}={\frac {C_{V}+R}{C_{V}}}=1+{\frac {R}{C_{V}}}={\frac {C_{p}}{C_{p}-R}}}。（参见绝热指数）
- 如果n = {\displaystyle \infty }，则它是一个等容过程。

## 多方过程的热力学第一定律
多方过程的热力学第一定律具体形式如下：
{\displaystyle Q=NC_{V,m}\Delta T+{\frac {NR\Delta T}{1-n}}}
公式右边第一项表示气体内能变化，第二项为气体对外界所做的功。{\displaystyle N,C_{V,m},R,n}分别是该气体的物质的量、摩尔定体热容、普适气体常数和多方指数。

## 多方流体
多方流体是理想的流体模型。一个多方流体是一种正压的流体，状态方程为：
{\displaystyle \ P=K\rho ^{(1+1/n)}}
其中{\displaystyle P}是压强，{\displaystyle K}是一个常数，{\displaystyle \rho }是密度，{\displaystyle n}是多方指数。
通常也写为以下形式：
{\displaystyle \ P=K\rho ^{\gamma }}
其中{\displaystyle \gamma =(1+1/n)}。

## 绝热指数
在等熵的理想气体中，{\displaystyle \gamma }是比热容的比值，称为绝热指数。
一个等温的理想气体也是多方气体。在这里，多方指数等于一，与绝热指数{\displaystyle \gamma }不同。
为了区分两个{\displaystyle \gamma }，多方指数有时写成大写的{\displaystyle \Gamma }。
{\displaystyle n={\frac {1}{\Gamma -1}}.}

## 其他
利用了多方流体的莱恩－埃姆登方程的一个解是多方球。